# Raymond S. Persi
Raymond Saharath Persi (Los Angeles, 17 febbraio 1975) è un regista, animatore, sceneggiatore, produttore cinematografico e doppiatore statunitense.

## Biografia
Raymond Persi è noto al grande pubblico per aver diretto diversi episodi de I Simpson e per aver collaborato in diversi film d'animazione come Ralph Spaccatutto, Frozen - Il regno di ghiaccio e Zootropolis, in veste di direttore artistico e doppiatore.

## Filmografia

### Doppiatore
- Ralph Spaccatutto (Wreck-It Ralph), regia di Rich Moore (2012)
- Tutti in scena! (Get a Horse!), regia di Lauren MacMullan (2013)
- Frozen - Il regno di ghiaccio (Frozen), regia di Chris Buck e Jennifer Lee (2013)
- Zootropolis (Zootopia), regia di Byron Howard e Rich Moore (2016)
- Testa o cuore (Inner Workings), regia di Leo Matsuda (2016) - cortometraggio
- Ralph spacca Internet (Ralph Breaks the Internet), regia di Rich Moore e Phil Johnston (2018)

### Regista
- I Simpson (The Simpsons) - serie TV, 10 episodi (2005-2010)